# 古法国手语
古法国手语（法语：Vieille langue des signes française，常缩写作VLSF）是18世纪巴黎聋人社区中通行的一种手语，其时建立了第一所聋人学校。古法国手语最早的记录是在修士查尔斯·米歇尔·德·埃佩（Charles-Michel de l'Épée）的作品中，他偶然发现一对用手势交流的姐妹，经过她们，认识了一个由200名巴黎聋人组成的手语社区。。
语言的记录实际上很稀少。埃佩觉得这种手语是美丽但落后的，因而没有记录或研究它，而是着手设计了自己独特的手语系统（“langage de signes méthodiques”），从古法国手语中借用了不少手势，并与从法语中提炼出来的怪异语素结构相结合。“古法国手语”这一术语偶尔会用于描述埃佩的“系统化手语”，因而埃佩也会被误解作这种手语的发明者。
不过埃佩的发明还是影响到了聋人社区的语言，现代法国手语可以说是从埃佩建立的聋人学校中发展起来的。受埃佩的模型启发的聋人学校开始在全世界涌现，法国手语也影响到其他很多种手语的早期演化，包括美国手语。从埃佩及其后继者们的“系统化手语”的词典（由修士Roch-Ambroise Cucurron Sicard出版）中，我们可以窥见许多手势在今日的手语中
聋人皮埃尔·德洛热（Pierre Desloges）与埃佩属于同一个时代，在可能是历史上第一部由聋人出版的书中 (1779)，部分描述了古法国手语。其充分运用了空间语法，一个书中明确提到的语法特征是趋向动词的使用，如动词“想（做）”。
从仅存的一点描述中，现代语言学家们尚不足以重建起古法国手语的完整模样，不过对它的研究仍在进行。古法国手语的确切诞生年代和诞生方式不明。不过，现在我们拥有的证据说明，只要有足够多的聋人形成社区，手语便会自发地产生（参考尼加拉瓜手语）。考虑到巴黎在那时已经是数个世纪以来法国最大的城市(1750年有56.5万人口)，法国手语可能是欧洲年代最老的手语。
注意古法国手语与古法语无关，后者的使用时间大致为1000至1300年。